# Distrito de Kisoro
El distrito de Kisoro se sitúa al sur de Uganda. Como otros distritos del país, se nombra igual que su ciudad capital. Está situado en una esquina del país, lo cual hace que Kisoro posea fronteras con Ruanda y la República Democrática del Congo. Tiene una población de 219.427 personas según el censo de 2002.

## Educación
La Universidad Internacional Metropolitana en una universidad privada secular licenciada y acreditada por el Consejo Nacional para la Educación Superior en Uganda. Está ubicado en el municipio de Kisoro.

## Ubicación
El distrito de Kisoro limita con el distrito de Kanungu al norte, el distrito de Kabale al este, Ruanda al sur y la República Democrática del Congo al oeste. La ciudad de Kisoro está aproximadamente a 45 kilómetros (28 millas), por carretera, al oeste de Kabale, la ciudad más grande de la subregión.

## Población
En 1991, el censo nacional de población estimó la población del distrito en 186.870. La población se estimó en 220.300 durante el censo nacional de 2002. En 2012, la población se estimó en 254 300.El censo nacional de población del 27 de agosto de 2014 enumeró la población del distrito en 281.705 personas.

## Religión
A partir de septiembre de 2002, las afiliaciones religiosas de los residentes del distrito se desglosaron de la siguiente manera: Cristianismo: 95,8%, Islam: 0,8%, Otro: 1,3% , Ninguno: 2,2%.